# Alhagi maurorum
Alhagi maurorum là một loài thực vật có hoa trong họ Đậu. Loài này được Medik. miêu tả khoa học đầu tiên.

## Hình ảnh

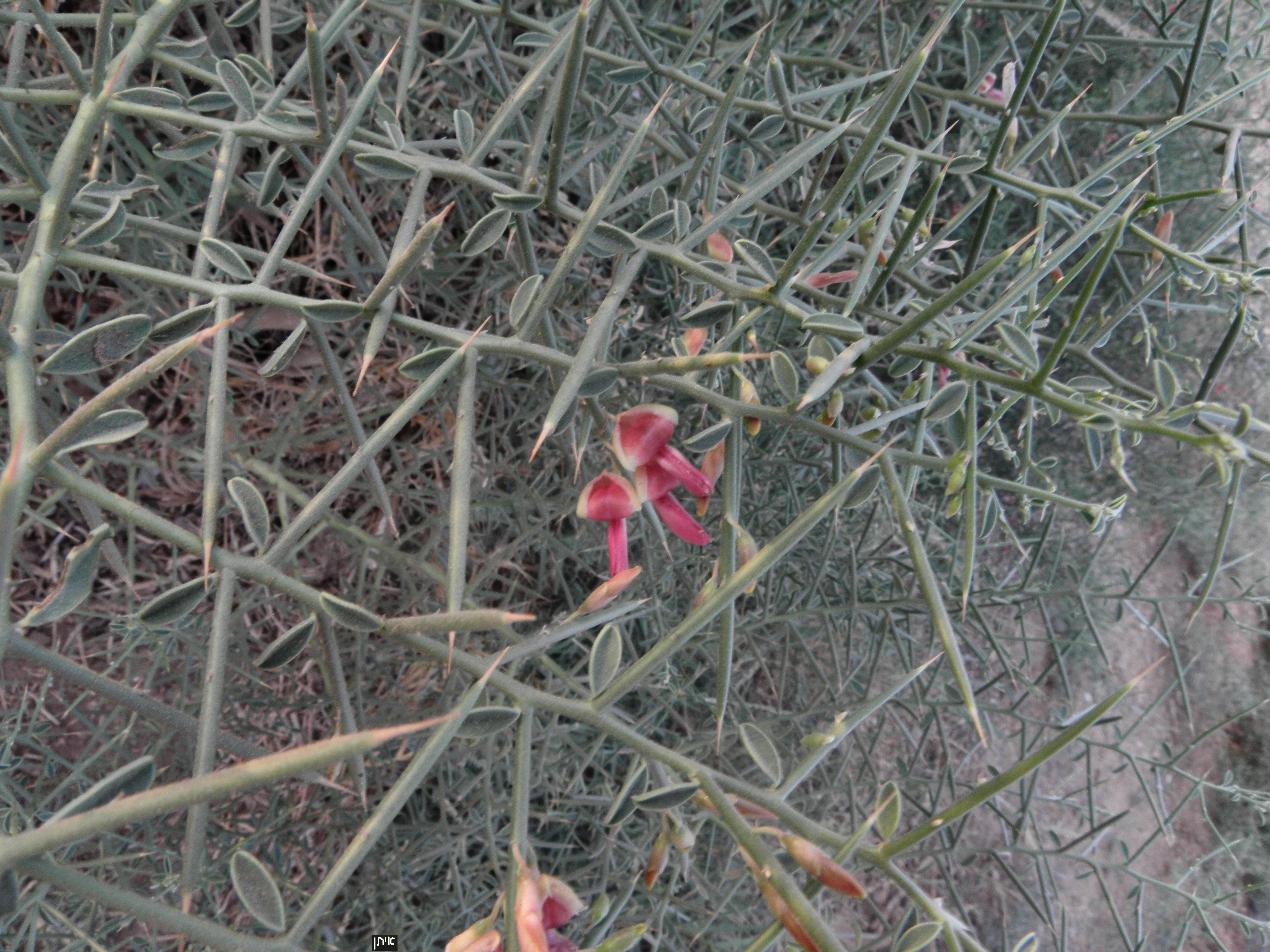
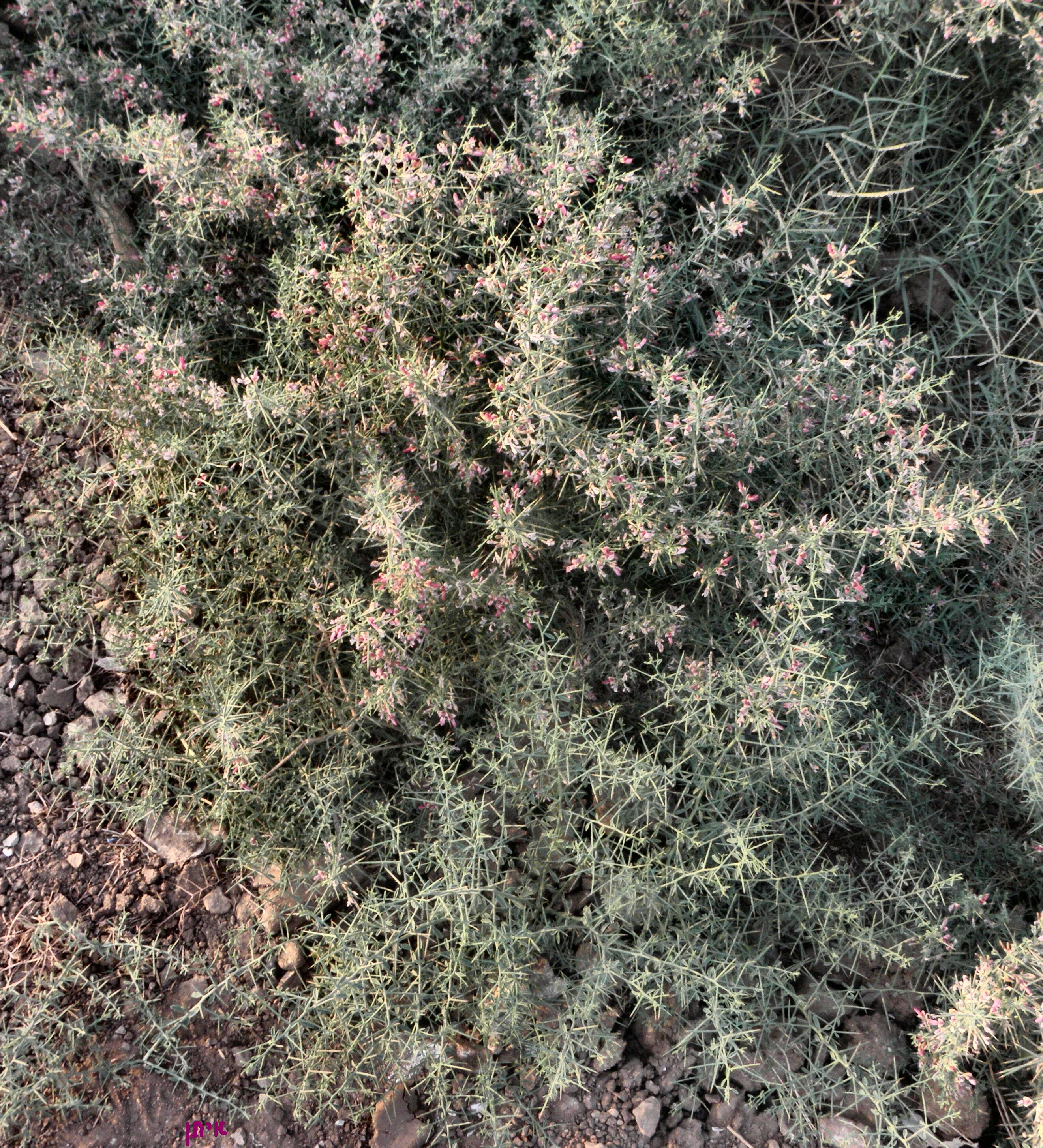
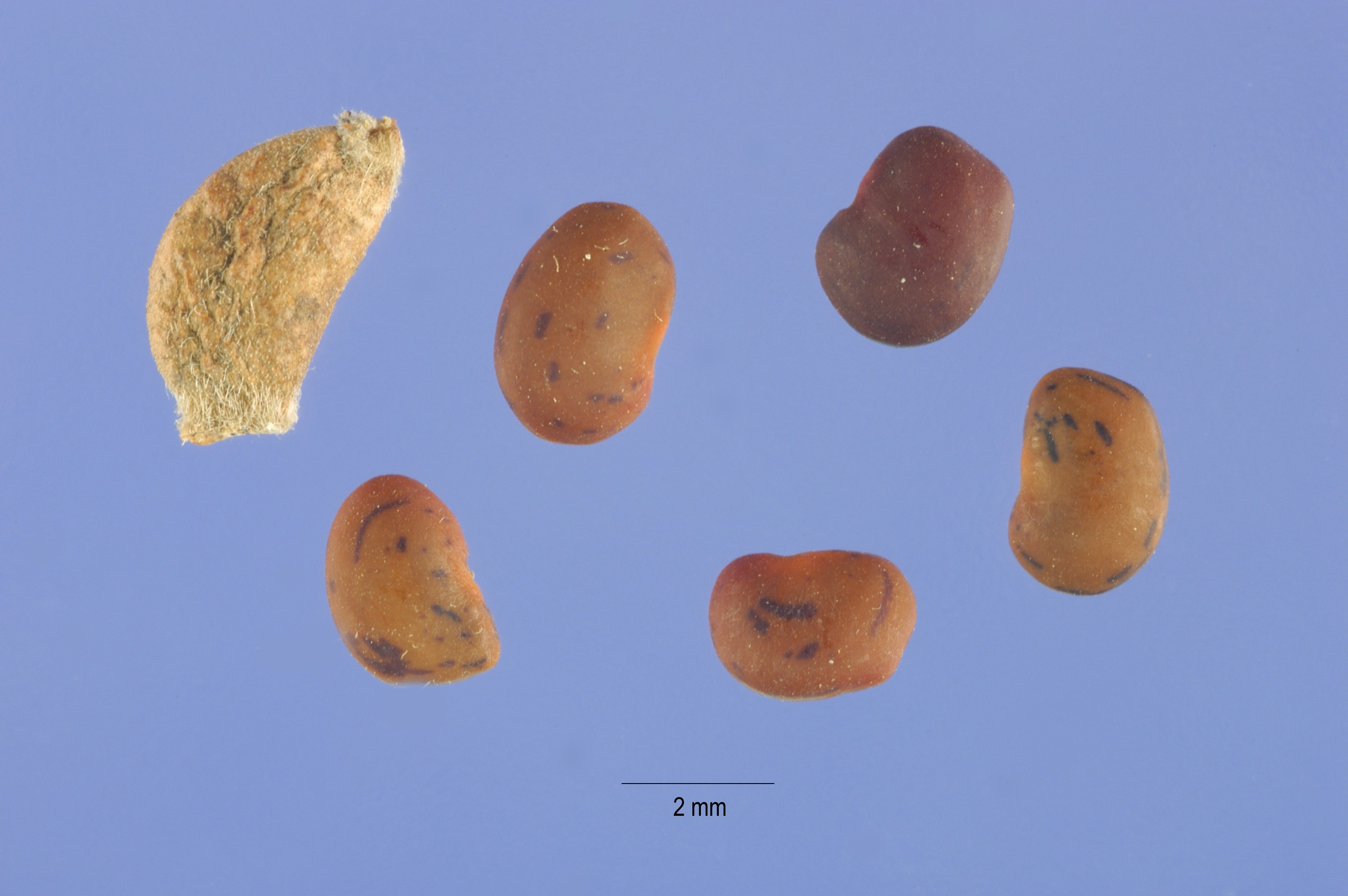
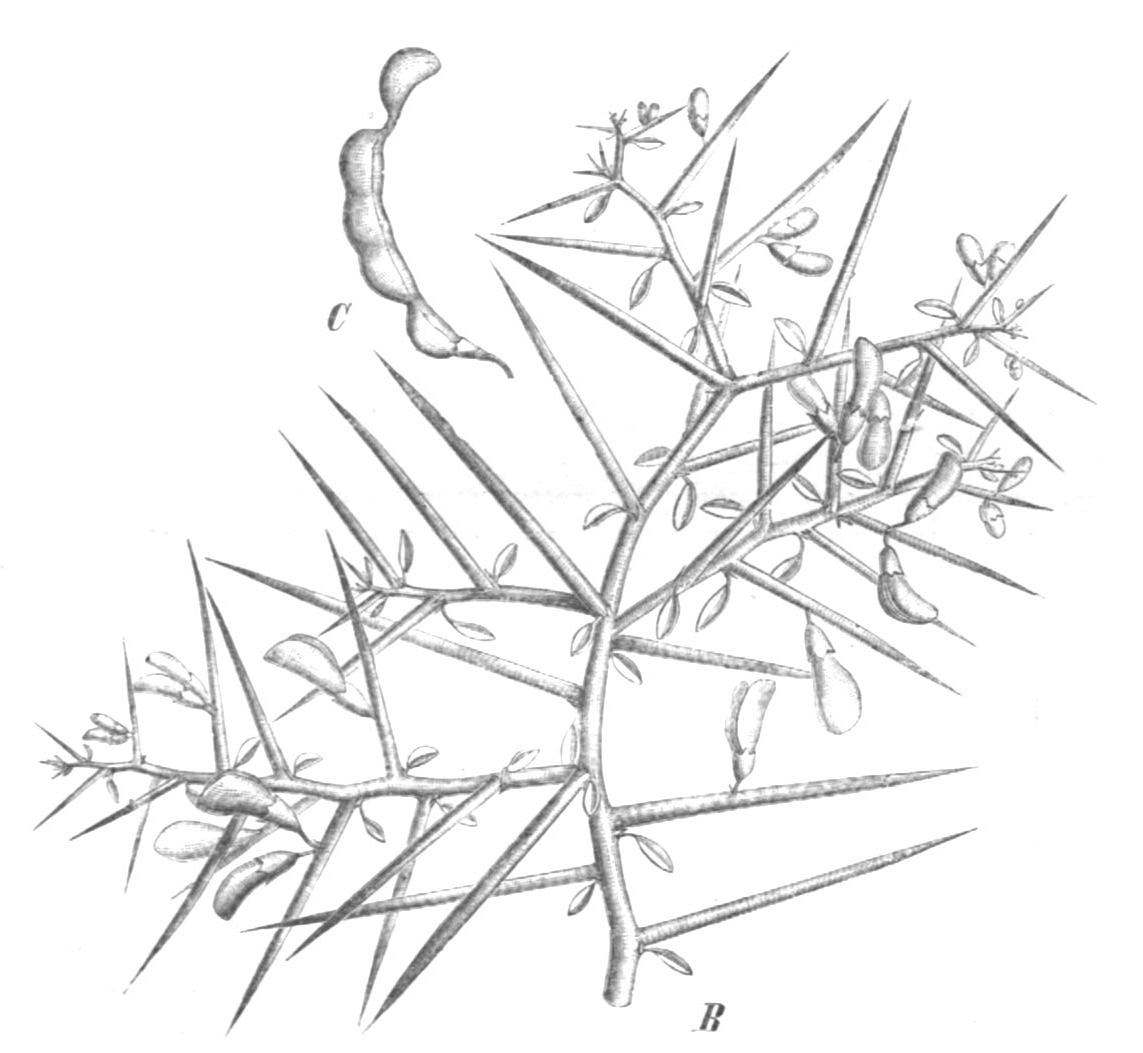